# Calville
Caleville ou Calville est le nom d'un groupe de cultivars de pommiers à fruits côtelés plus ou moins allongés.

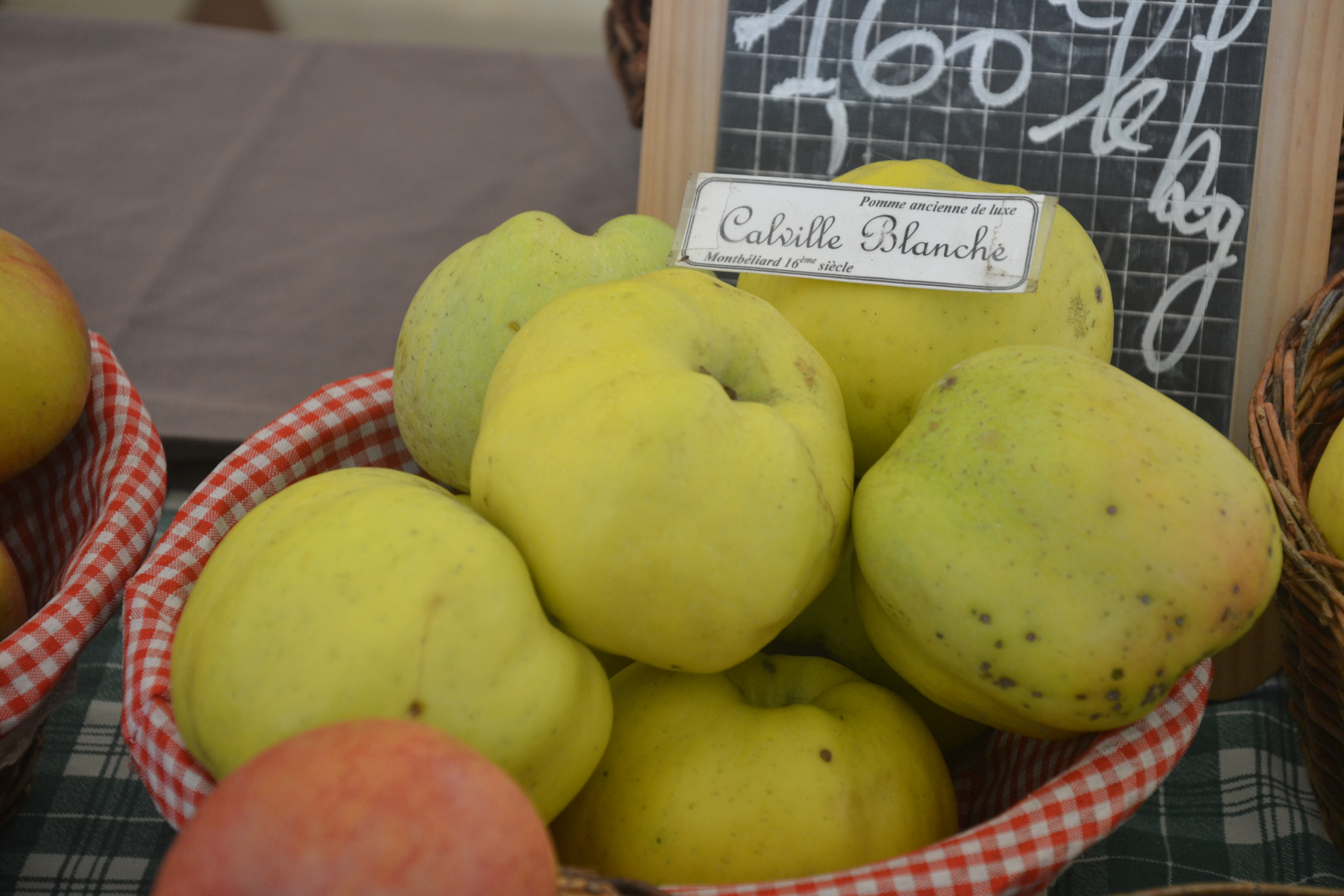
Calville Blanche d'Hiver.

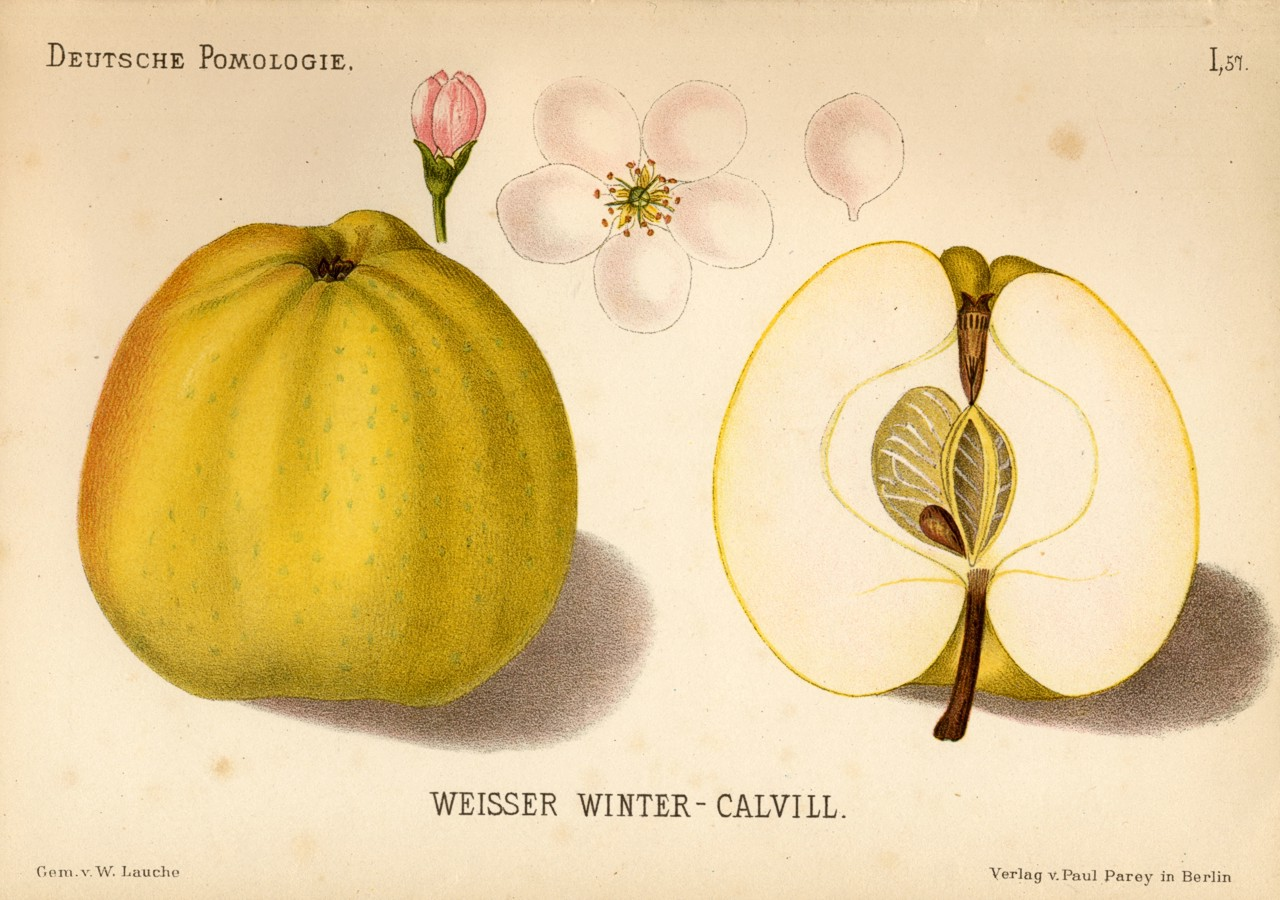
Calville Blanche d'Hiver.

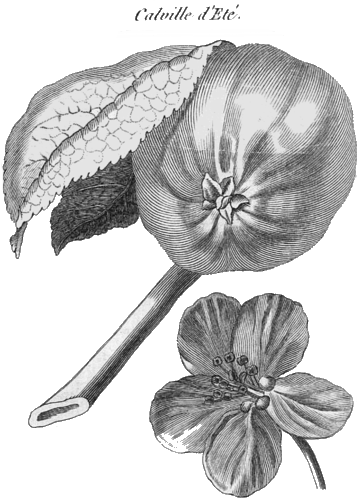
Calville d'été.

## Définition
Selon Tableaux analytiques illustrés de pomologie de Constant Houlbert, le groupe des calvilliformes est défini comme « toute pomme dont le pourtour de la cavité oculaire présente des côtes bien accentuées, des bosselures ou des mamelons » sous divisé en calvilliformes plates (les apionnes et les rambours), les calvilliformes sphéroïdales (sous divisées en postophes et calvilles), les calvilliformes allongées (sous divisées en dolitonnes et pigeonnets).

## Historique
Dès 1628, le pommier est cité par le Lectier, procureur du roi Louis XIII, qui possédait trois différents Calleville : la Calville blanc, la Calville rouge et la Calville clair.

## Répertoire

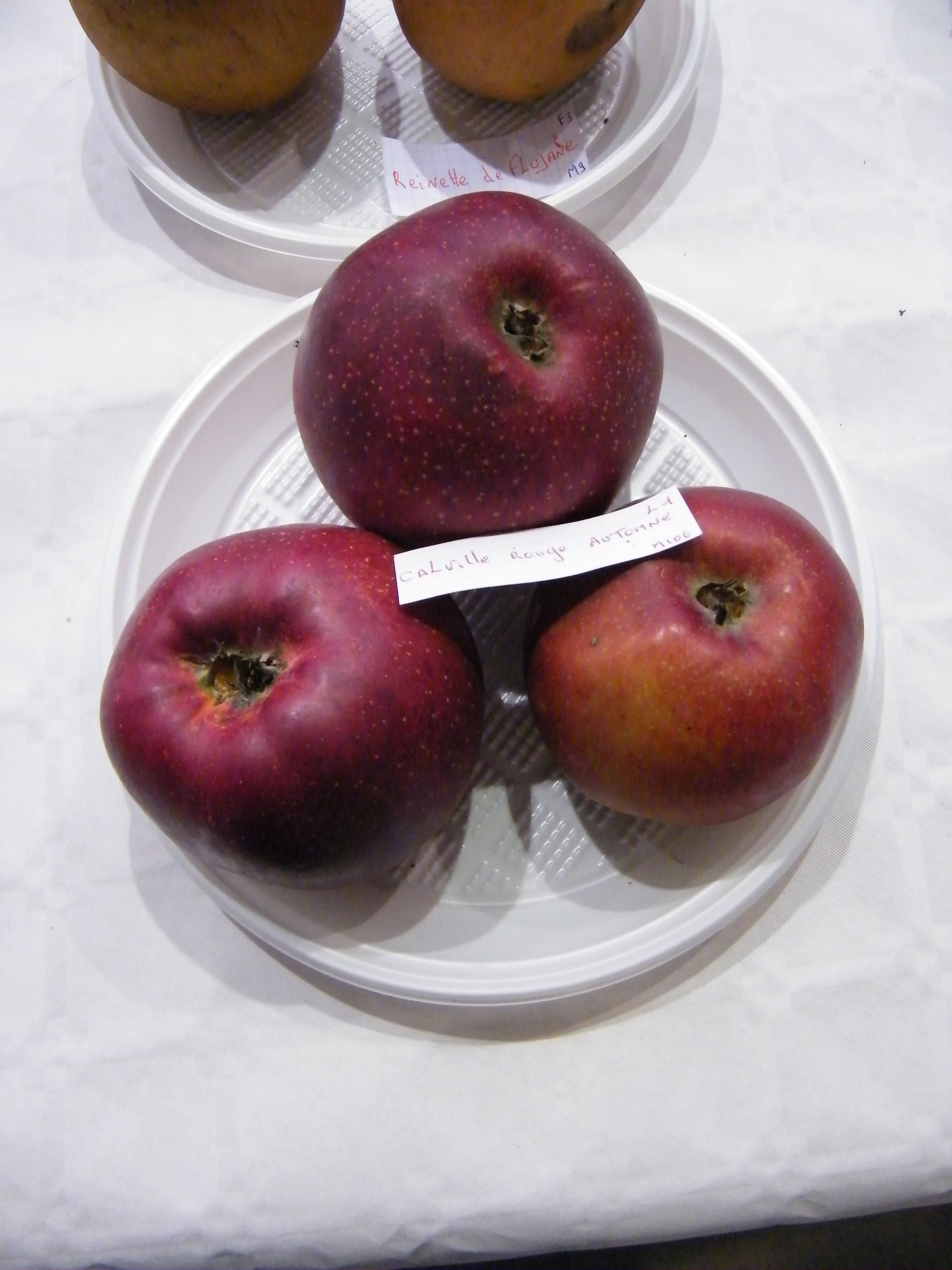
Calville rouge d'automne.
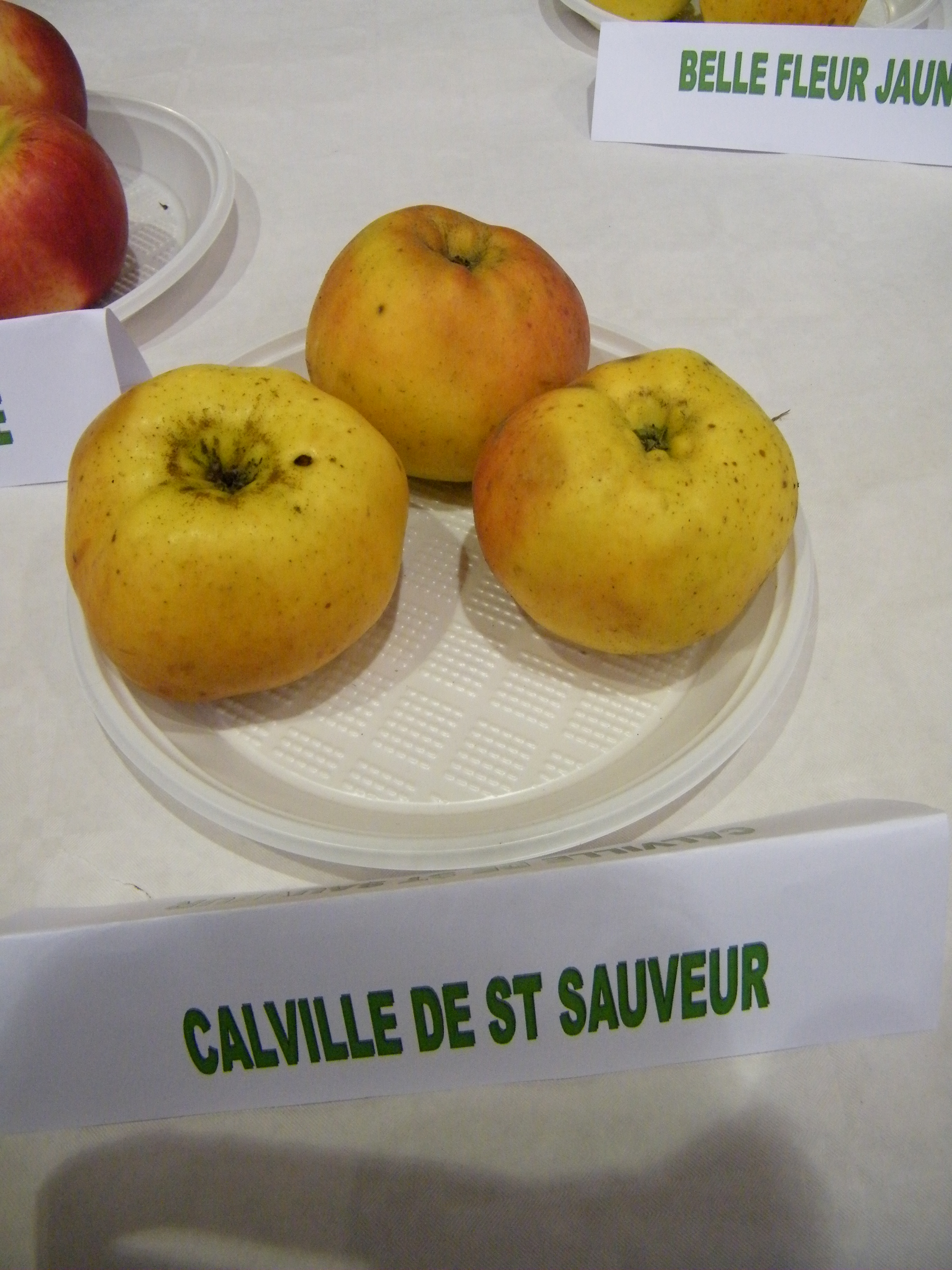
Calville Saint-Sauveur.
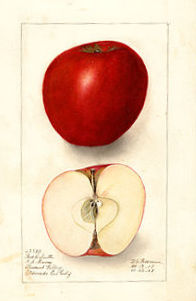
Calville Rouge.
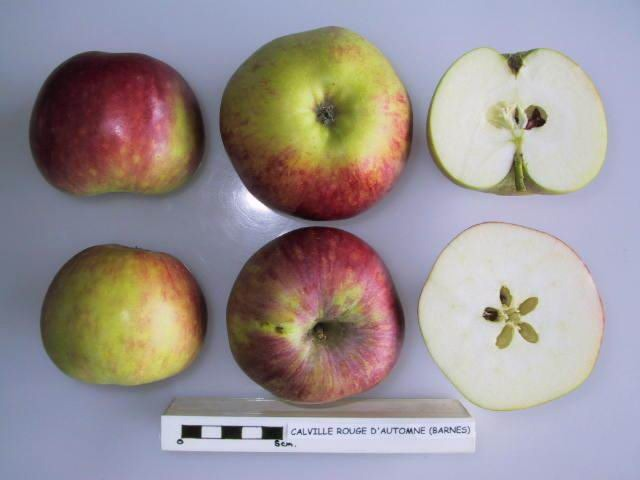
Calville Rouge d'Automne.

- Calville blanc
- Calville Rouge d'Automne
- Calville Rouge (ou Calville rouge d'hiver, Calville d'hiver ou Calvin rouge)
- Calville Rouge de Verneuil (Originaire d'entre Verneuil-sur-Vienne et Bellac)
- Calville Clair
- Calville Alexandre
- Calville Blanche
- Calville Blanche d'Automne
- Calville d'août
- Calville de Gravenstein
- Calville Rayée de Remperheim
- Calville d'Oullins
- Calville Duquesne
- Calville Lombarts : obtenue par M. Lombarts à Zundert aux Pays-Bas en 1906 à partir d'un semis de « Calville blanc d'hiver ». Commercialisée par la famille Lombarts en 1911. Arbre moyennement vigoureux, production importante et rapide mais alternante, résistant à la tavelure mais sensible à l'oïdium. Fruits moyens à gros, légèrement conique à chair ferme, juteuse et acidulée, riche en vitamine; épiderme jaune vert devenant cireux, se conserve jusqu'en avril.
- Calville du Roi
- Calville Saint-Sauveur

## Anecdote
Gérard de Nerval a noté à Pantin un cri de marchande de fruits où figure la pomme Calville : 

« Pommes de reinette et pommes d'api !
Calvil, calvil, calvil rouge !
Calvil rouge et calvil gris!
Étant en crique dans ma boutique,
J'vis des inconnus qui m'dirent:
Mon p'tit cœur, venez me voir,
Vous aurez grand débit.
Nenni, messieurs,
Je n'puis, d'ailleurs,
Car il n' m' reste qu'un artichaut,
Et trois petits choux-fleurs. »